# Ježinac
Ježinac (en cyrillique : Јежинац) est un village de Bosnie-Herzégovine. Il est situé dans la municipalité de Srebrenik, dans le canton de Tuzla et dans la fédération de Bosnie-et-Herzégovine. Selon les premiers résultats du recensement bosnien de 2013, il compte 618 habitants.
Avant 1971, le village était rattaché à la localité de Špionica Donja ; depuis 1971, il est recensé comme une entité administrative à part entière.

## Géographie
Le village est situé au bord de la rivière Tinja.

## Démographie

### Évolution historique de la population dans la localité
| 1948 | 1953 | 1961 | 1971 | 1981 | 1991 | 2013 |
| ---- | ---- | ---- | ---- | ---- | ---- | ---- |
| -    | -    | -    | 477  | 493  | 513  | 618  |

|  |